# サウジeスポーツ連盟
サウジeスポーツ連盟（サウジイースポーツれんめい、阿: الاتحاد السعودي للرياضات الإلكترونية、英: Saudi Esports Federation、略称：SEF）は、サウジアラビアにおけるeスポーツを統括する中央競技団体。2017年10月にサウジビジョン2030の一環として設立された。国際eスポーツ連盟に加盟している。

## 歴史
2017年10月31日、ファイサル・ビン・バンダル・ビン・スルターン・アール＝サウードを会長として、サウジアラビア電子・知的スポーツ連盟（Saudi Arabian Federation for Electronic and Intellectual Sports）を設立。2021年5月4日、知的スポーツ分野が分離し、名称をサウジeスポーツ連盟へ改称した。
2023年3月、サウジeスポーツ連盟が主催するGamers8は、2023年大会の賞金総額を4500万ドルと発表し、eスポーツ史上最大の賞金総額となった。
2023年10月、ムハンマド・ビン・サルマーンは、毎年開催されるeスポーツ大会として「eスポーツワールドカップ」を創設した。2024年に第1回大会が開催され、賞金総額が6000万ドルを超えた。第2回大会では、賞金総額が7000万ドルとなり、eスポーツ史上最高額を更新し続けている。

## 運営
- eスポーツワールドカップ
- サウジeリーグ
- SEFアワード

## 役員
- 会長：ファイサル・ビン・バンダル・ビン・スルターン・アール＝サウード（英語版）
- 副会長：サラ・ビント・ファイサル・アール＝サウード
- 理事：サルマン・ビン・バンダル・アール＝サウード
- 理事：ファハド・ビン・ユセフ・アール＝アワイダ
- 理事：アブドゥル・アジズ・ビン・アケル・アール＝アケル

出典：